# Institut français de la mode
L'Institut français de la mode (IFM) és una universitat ubicada a París especialitzada en art. El seu president és Pierre Bergé, fundador de Yves Saint-Laurent. L'Institut français de la mode és considerada una de les institucions més influents del món en els camps de l'art i el disseny.